# 今川駅 (大阪府)
今川駅（いまがわえき）は、大阪府大阪市東住吉区駒川三丁目にある、近畿日本鉄道（近鉄）南大阪線の駅。駅番号はF04。

## 歴史
- 1931年（昭和6年）6月1日：大阪鉄道の北田辺 - 針中野間に駒川駅（こまがわえき）として開業[3]。相対式2面2線の地上駅。
- 1933年（昭和8年）4月1日：今川駅に改称[4]。
- 1943年（昭和18年）2月1日：関西急行鉄道が大阪鉄道を合併[3]。関西急行鉄道天王寺線の駅となる。
- 1944年（昭和19年）6月1日：戦時統合により関西急行鉄道が南海鉄道（現在の南海電気鉄道の前身。後に再独立）と合併、近畿日本鉄道南大阪線の駅となる[3]。
- 1987年（昭和62年）12月6日：路線高架化により高架駅となる[1]。待避線は未設置で、仮ホームを使用。
- 1989年（平成元年）4月：待避線と本設ホームを設置し、中央に通過線のある現在の形態となる[2][5]。
- 2007年（平成19年）4月1日：PiTaPa使用開始[6]。
- 2018年（平成30年）3月19日：接近・発車の案内放送が更新。

## 駅構造
複線の通過線の両側に相対式2面2線ホームを持つ、待避設備を備えた高架駅。新幹線型の待避構造を持つ。したがって、2番線は古市方面行きの通過線、3番線は大阪阿部野橋行きの通過線。ほぼ終日、普通列車が準急列車の通過待ちを行う。
地上駅時代は相対式ホームを備えた2面2線で、その中央部に通過線1本を備える待避駅であった。通過線は上下線共用とする構造であったが、当駅を含む高架化工事のための準備ダイヤ以降、終日上り通過列車専用の通過線となっていた。通過線は分岐器通過の関係により、通過時は減速を余儀なくされていた。
高架化工事中の仮線時代も、上り線側にのみ待避線が設けられていた。その後、高架施設が完成し供用を開始したが、その時点で待避線はまだ敷設されておらず、現在の通過線上の場所に仮設ホームを設置し、工事が続けられた。待避線と本設ホームは約1年半後に完成、高架化工事が完了した。
ホーム有効長は6両。ホーム階（3階）の下に駅舎の入る階（2階）がある。改札口は1ヶ所のみ。
大阪阿部野橋駅管理の有人駅で、PiTaPa・ICOCA対応の自動改札機および自動精算機（回数券カードおよびICカードのチャージに対応）が設置されている。

### のりば
| のりば | 路線       | 方向 | 行先             |
| ------ | ---------- | ---- | ---------------- |
| 1      | F 南大阪線 | 下り | 古市方面         |
| 4      | F 南大阪線 | 上り | 大阪阿部野橋方面 |

※前述の通り、2・3番線はホームのない通過線のため、ホームとしては欠番である。

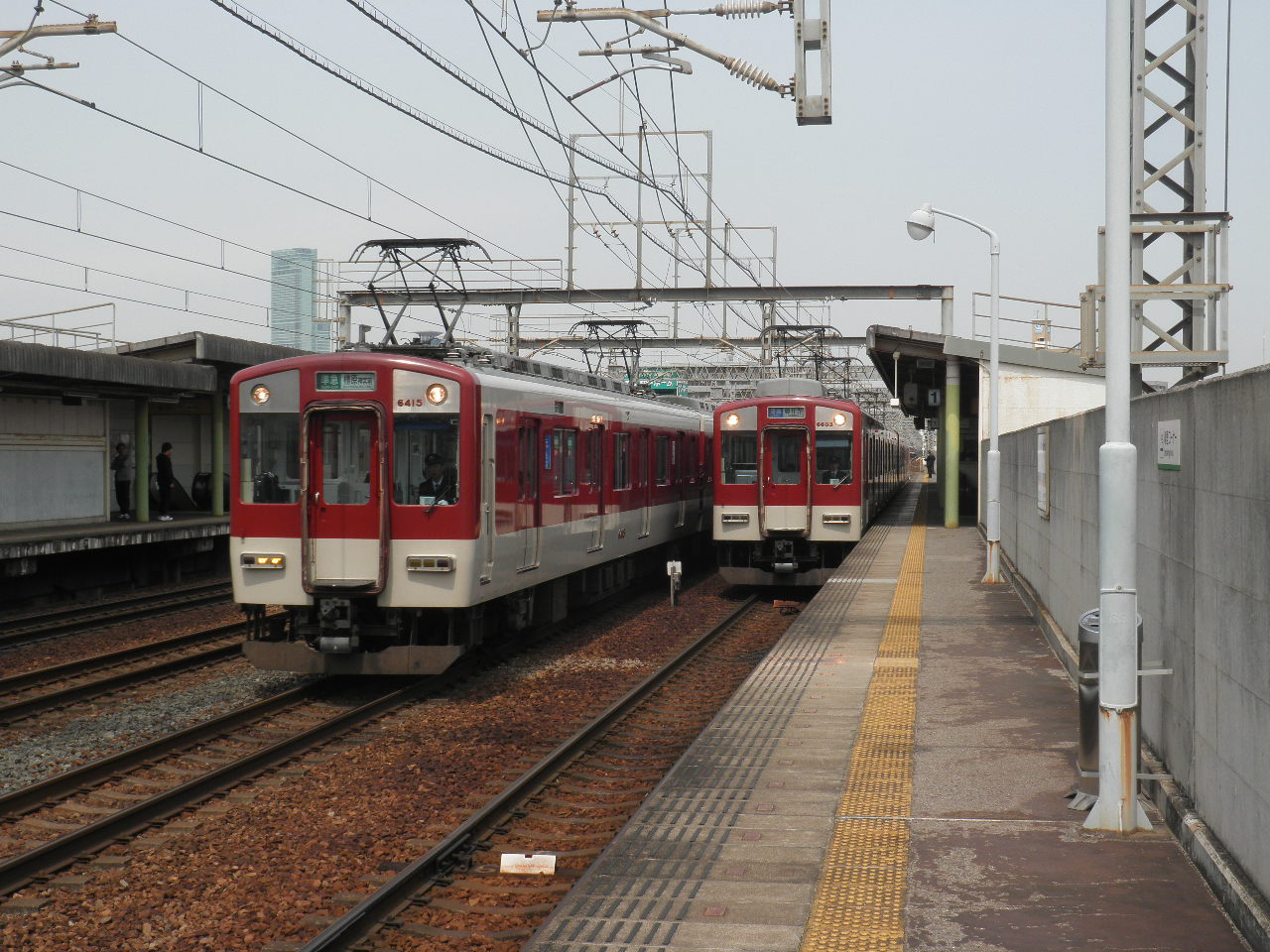
昼間は準急が普通を追い抜く
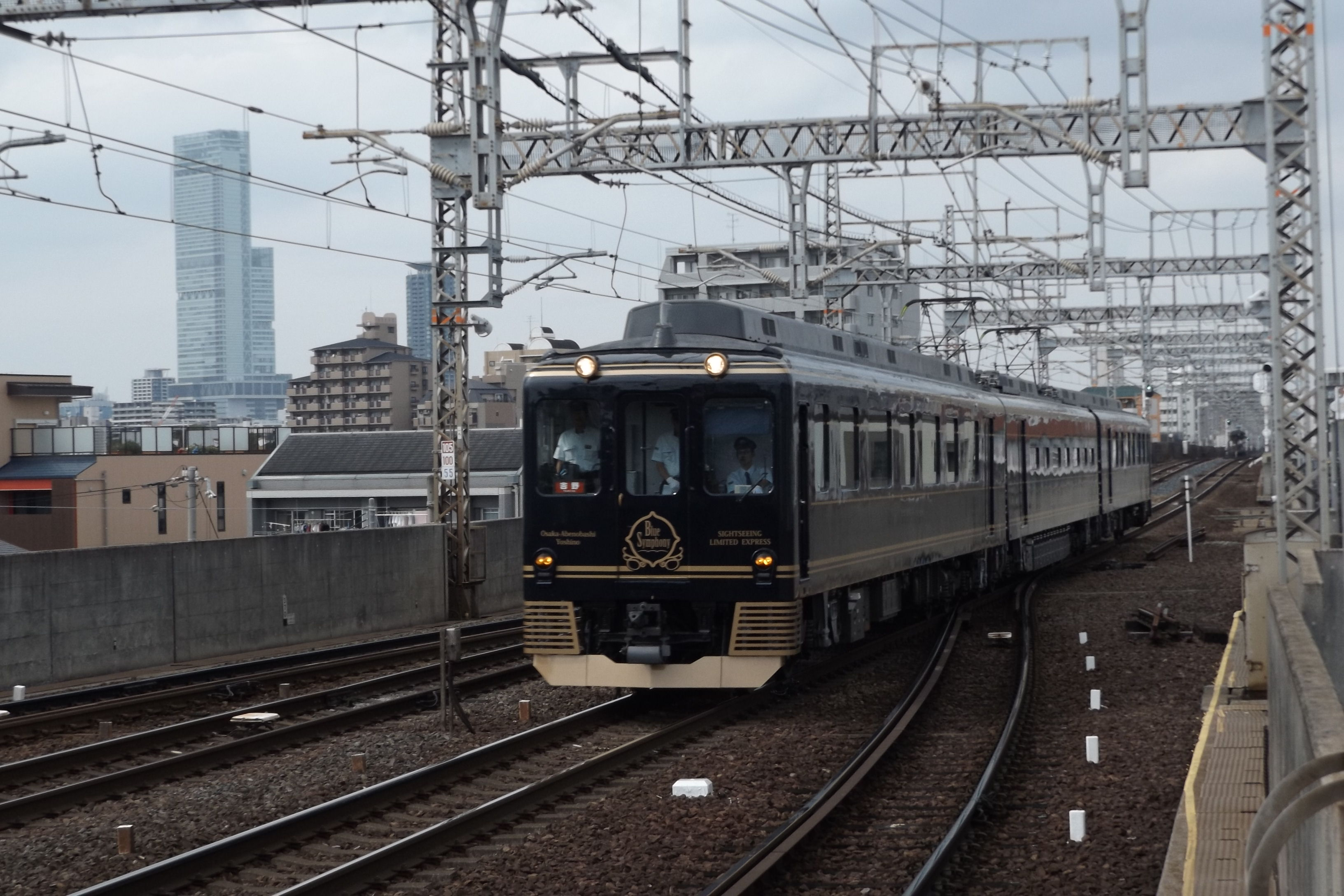
吉野方面ホーム西端ではあべのハルカスも撮影できる

## 利用状況
2024年11月12日における1日乗降人員は3,717人である。
近年における1日乗降人員の推移は下表の通り。
| 年度               | 特定日利用状況 | 特定日利用状況 | 特定日利用状況 | 特定日利用状況 | 1日平均 乗車人員 | 出典        | 出典          | 出典         |
| 年度               | 調査日         | 乗車人員       | 降車人員       | 乗降人員       | 1日平均 乗車人員 | 近鉄        | 大阪府        | 大阪市       |
| ------------------ | -------------- | -------------- | -------------- | -------------- | ---------------- | ----------- | ------------- | ------------ |
| 1990年（平成02年） | 11月06日       | 3,757          | 3,813          | 7,570          |                  |             | [ 大阪府 1 ]  |              |
| 1991年（平成03年） | -              | -              | -              | -              |                  |             | [ 大阪府 2 ]  |              |
| 1992年（平成04年） | 11月10日       | 3,559          | 3,620          | 7,179          |                  |             | [ 大阪府 3 ]  |              |
| 1993年（平成05年） | -              | -              | -              | -              |                  |             | [ 大阪府 4 ]  |              |
| 1994年（平成06年） | -              | -              | -              | -              |                  |             | [ 大阪府 5 ]  |              |
| 1995年（平成07年） | 12月05日       | 3,617          | 3,532          | 7,149          |                  |             | [ 大阪府 6 ]  |              |
| 1996年（平成08年） | -              | -              | -              | -              |                  |             | [ 大阪府 7 ]  |              |
| 1997年（平成09年） | -              | -              | -              | -              |                  |             | [ 大阪府 8 ]  |              |
| 1998年（平成10年） | 11月10日       | 3,183          | 3,216          | 6,399          |                  |             | [ 大阪府 9 ]  |              |
| 1999年（平成11年） | -              | -              | -              | -              |                  |             | [ 大阪府 10 ] |              |
| 2000年（平成12年） | 11月07日       | 2,878          | 2,965          | 5,843          |                  | [ 近鉄 1 ]  | [ 大阪府 11 ] |              |
| 2001年（平成13年） | -              | -              | -              | -              | 3,682            |             | [ 大阪府 12 ] | [ 大阪市 1 ] |
| 2002年（平成14年） | -              | -              | -              | -              | 3,352            |             | [ 大阪府 13 ] | [ 大阪市 1 ] |
| 2003年（平成15年） | 11月11日       | 2,647          | 2,735          | 5,382          | 3,142            | [ 近鉄 2 ]  | [ 大阪府 14 ] | [ 大阪市 1 ] |
| 2004年（平成16年） | -              | -              | -              | -              | 2,993            |             | [ 大阪府 15 ] | [ 大阪市 1 ] |
| 2005年（平成17年） | 11月08日       | 2,612          | 2,632          | 5,244          | 2,965            | [ 近鉄 3 ]  | [ 大阪府 16 ] | [ 大阪市 1 ] |
| 2006年（平成18年） | -              | -              | -              | -              | 2,940            |             | [ 大阪府 17 ] | [ 大阪市 1 ] |
| 2007年（平成19年） | -              | -              | -              | -              | 2,795            |             | [ 大阪府 18 ] | [ 大阪市 1 ] |
| 2008年（平成20年） | 11月18日       | 2,339          | 2,433          | 4,772          | 2,714            |             | [ 大阪府 19 ] | [ 大阪市 1 ] |
| 2009年（平成21年） | -              | -              | -              | -              | 2,576            |             | [ 大阪府 20 ] | [ 大阪市 1 ] |
| 2010年（平成22年） | 11月09日       | 2,119          | 2,208          | 4,327          | 2,461            | [ 近鉄 4 ]  | [ 大阪府 21 ] | [ 大阪市 1 ] |
| 2011年（平成23年） | -              | -              | -              | -              | 2,387            |             | [ 大阪府 22 ] | [ 大阪市 1 ] |
| 2012年（平成24年） | 11月13日       | 2,021          | 2,089          | 4,110          | 2,358            | [ 近鉄 5 ]  | [ 大阪府 23 ] | [ 大阪市 1 ] |
| 2013年（平成25年） | -              | -              | -              | -              | 2,403            |             | [ 大阪府 24 ] | [ 大阪市 1 ] |
| 2014年（平成26年） | -              | -              | -              | -              | 2,399            |             | [ 大阪府 25 ] | [ 大阪市 1 ] |
| 2015年（平成27年） | 11月10日       | 2,142          | 2,249          | 4,391          | 2,430            | [ 近鉄 6 ]  | [ 大阪府 26 ] | [ 大阪市 1 ] |
| 2016年（平成28年） | -              | -              | -              | -              | 2,454            |             | [ 大阪府 27 ] | [ 大阪市 1 ] |
| 2017年（平成29年） | -              | -              | -              | -              | 2,493            |             | [ 大阪府 28 ] | [ 大阪市 1 ] |
| 2018年（平成30年） | 11月13日       | 2,107          | 2,188          | 4,295          | 2,452            | [ 近鉄 7 ]  | [ 大阪府 29 ] | [ 大阪市 1 ] |
| 2019年（令和元年） | -              | -              | -              | -              | 2,433            |             | [ 大阪府 30 ] | [ 大阪市 2 ] |
| 2020年（令和02年） | -              | -              | -              | -              | 1,947            |             | [ 大阪府 31 ] | [ 大阪市 3 ] |
| 2021年（令和03年） | 11月09日       | 1,766          | 1,816          | 3,582          | 2,002            | [ 近鉄 8 ]  | [ 大阪府 32 ] | [ 大阪市 4 ] |
| 2022年（令和04年） | 11月08日       | 1,739          | 1,831          | 3,570          | 2,077            | [ 近鉄 9 ]  | [ 大阪府 33 ] | [ 大阪市 5 ] |
| 2023年（令和05年） | 11月07日       | 1,788          | 1,851          | 3,639          | 2,102            | [ 近鉄 10 ] | [ 大阪府 34 ] | [ 大阪市 6 ] |
| 2024年（令和06年） | 11月12日       |                |                | 3,717          |                  | [ 近鉄 11 ] |               |              |

## 駅周辺
- サンエー 今川店
- 日本郵便 東住吉今川駅前郵便局
- 関西みらい銀行 今川支店
- 成協信用組合 田辺支店
- ココカラファイン 今川店
- 大阪市立今川小学校
- 大阪市立田辺小学校
- 慈光寺
- 今川公園

## その他
当駅から西へ続く商店街の先に、阪神高速14号松原線の高架道路が見えてくる。この高架脇の側道は、かつての南海平野線の軌道跡であり、高架道と商店街との交点付近に田辺停留場があった。ちなみに平野線は、当駅開業に先んずること17年余前の1914年（大正3年）の開業である。昭和の初めに当駅が出来るまで、このあたりで、電車で（大阪）市内 へ行くとは、平野線を利用するという意味だったといわれる。

## 隣の駅
近畿日本鉄道
F 南大阪線
■急行・■区間急行・■準急
通過
■普通
北田辺駅 (F03) - 今川駅 (F04) - 針中野駅 (F05)
- 括弧内は駅番号を示す。

### 記事本文